# Introduction to the Enemy
Introduction to the Enemy és una pel·lícula documental estatunidenca del 1974 sobre Vietnam, filmada i dirigida per Haskell Wexler. Rodada a la primavera de 1974 i estrenada abans de finals d'any, la pel·lícula examina els costos humans de la Guerra del Vietnam. La càmera segueix l'actriu estatunidenca Jane Fonda i el seu marit Tom Hayden, ja coneguts al seu país natal per l'activisme contra la guerra, ja que fan consultes sobre els efectes de la guerra i el llegat entre els vietnamites de tots els àmbits de la vida.

## Argument i estil
La pel·lícula presenta les experiències de Fonda, Hayden i el seu fill petit Troy mentre van viatjar per Vietnam a la primavera de 1974, després que la implicació militar dels Estats Units hagués acabat en gran part, però abans del final definitiu de la guerra. El seu viatge va des de la capital Hanoi al Nord a través de la zona desmilitaritzada fins a la província de Quang Tri al  Sud. El viatge va ser considerat "una gira en suport del poble vietnamita", i la pel·lícula pretenia mostrar la universalitat de les vides humanes entre "l'enemic" a la guerra del Vietnam.
La pel·lícula evita en gran manera els detalls dramàtics de la guerra i la política i, en canvi, se centra més en la vida diària de la gent quotidiana. Fonda i Hayden visiten agricultors, metges, artistes, soldats, sindicalistes i fins i tot altres actors i cineastes en un estudi de cinema de Hanoi. Un dels punts clau que intenta expressar és que el poble vietnamita no menyspreen el poble nord-americà com a resultat de la guerra del Vietnam, que va durar una dècada, sempre distingint entre les persones i els seus governs. Fonda va descriure el missatge de la pel·lícula com un missatge de pau i unitat. Va assenyalar que, tot i que la participació nord-americana al Vietnam havia acabat oficialment l'any 1973, la pel·lícula va ajudar a crear una consciència molt necessària sobre la culpabilitat nord-americana i la lluita contínua dels vietnamites.
Els crítics van assenyalar el seu estil amable i sense presses: Nora Sayre la va descriure com una "pel·lícula tranquil·la i commovedora", mentre que Molly Haskell la va elogiar com a entranyablement modesta en el seu enfocament, "una petita joia de pel·lícula". La mateixa Fonda anomena la pel·lícula "lenta", però intencionadament, imitant com fa el ritme tradicional de la vida quotidiana al Vietnam.
Tot i així, almenys una escena trenca la languidesa amb un xoc. Una mina terrestre no detectada va explotar durant la producció, matant a un home proper fora de la pantalla mentre les càmeres rodaven. Wexler va captar la reacció horroritzada de Fonda, i això es va deixar en el tall final. Ella més tard va descriure el moment com possiblement el més potent de tota la pel·lícula, i va comentar amb ironia: "Quantes vegades com a actriu em van pagar per plorar..."

## Producció i distribució
Introduction to the Enemy va ser el primer llançament de la recentment fundada productora de Fonda, la Indochina Peace Campaign (més tard rebatejada com a IPC Films). La fotografia va ser de Wexler amb l'ajuda de Pham Viet Tung. L'edició de la pel·lícula va ser a càrrec de Christine Burill i Bill Yahraus.
La pel·lícula es va estrenar a cinemes seleccionats el novembre de 1974. Fonda i Hayden van fer una gira de conferències, parlant a les projeccions als Estats Units i més enllà. Com a llançament comercial, va ser un fracàs de taquilla, però esperat. Més enllà de la seva publicació limitada, sovint es donava a grups contra la guerra i es mostrava gratuïtament. A les entrevistes, Fonda va parlar de l'imperatiu de difondre el missatge de la pel·lícula.

## Recepció i llegat
Escrivint a The New York Times, Nora Sayre va qualificar la pel·lícula de "pensativa i commovedora", però d'altres eren menys admiradors. El propi editor associat del Times', Walter Goodman, va titllar la pel·lícula com a "propaganda comunista" i es va queixar àcidament que juga amb el sentimentalisme al girar constantment entre plans de "nens bells, ciutats bombardejades, nens bells, treballadors fent bicicletes... i nens bonics". Un editorial d'un diari de Louisiana la va anomenar "una feina de publicitat descarada" per als nord-vietnamites. La revista comercial de Hollywood Variety simplement la va descartar com a exemple de l'autodramatització i radical chic dels cineastes (i fins i tot observat amb menyspreu sobre el "somriure incongruentment divertidíssim de Fonda").
Molly Haskell va escriure una ressenya molt positiva, amb una aprovació particular per com "la cinematografia de Wexler captura bellament els paisatges bessons de destrucció i renaixement". La pel·lícula és emblemàtica de la marca personal de la política d'esquerres de Wexler tal com es mostra a les seves altres obres, del documental de 1971 Interviews with My Lai Veterans al drama de gran pressupost de 1978 Coming Home (també protagonitzada per Fonda). Tanmateux, després de la seva mort el 2015, els obituaris de Wexler generalment només donaven descripcions mínimes de Introducció, i almenys un diari important el va descriure simplement com a "notori".
Per la seva implicació amb la pel·lícula (i amb la política radical en general), Fonda va patir algunes repercussions, però amb desafiament les va descriure només com "una pèrdua de cinisme i una pèrdua d'irrellevància". ref>McIsaac, 31 minuts.</ref>McIsaac, 31 minuts ref> La seva carrera professional va continuar avançant amb força. Va protagonitzar la comèdia feta a Hollywood Fun with Dick & Jane, un èxit de taquilla el 1977, i va passar a una filmografia destacada. Hayden va passar a servir a l'Assemblea de l'Estat de Califòrnia i al Senat. Ell i Fonda es van divorciar el 1989.
La pel·lícula es va projectar al Festival Internacional de Cinema de Viena de 2015, i a la Brooklyn Academy of Music (BAM) el 7 de març de 2016.